# فردریک بیرهوس
فردریک بیرهوس (دانمارکی: Fredrik Bjerrehuus؛ زادهٔ ۱۴ ژانویهٔ ۱۹۹۰) کشتی‌گیر اهل دانمارک است.
وی در مسابقات کشوری و بین‌المللی در مجموع برندهٔ ۲ مدال طلا، ۲ مدال نقره، ۱ مدال برنز شده‌است. وی سابقه حضور در المپیک ۲۰۲۰ توکیو را دارد.